# 玄琴
玄琴又名玄鹤琴，廣泛分佈於吉林 、遼寧 、朝鮮半島。其歷史十分悠久，与中国的古琴有着悠久的历史渊源。在公元3世紀—5世紀時的高句麗古墓群和古壁畫中即可見到。
玄琴琴框和底板均用栗木製成，其上蒙以桐木拱形面板，面板上有弦七根。常由女子作為演奏者，演奏時採用坐姿，用竹片對琴弦以彈、挑、劃等多種奏法來展現。因此從技法來看，類似中国古時以水撥彈奏臥箜篌或以竹擊筑的演奏方式。

## 历史
据《三国史记》记载，玄琴是由高句丽第24任君主阳原王的宰相王山岳根据中国晋人传入的古琴加以更改创制而成。
《朝鮮史略》卷一：“晋人以七弦琴送高句麗，麗人不知鼓之之法。國相王山嶽頗改其制，以奏，有玄鶴來舞，遂稱玄鶴琴。”《三国史记》卷23《乐志》更详：“《新罗古记》云：晋人以七弦琴送高句丽，丽人虽知其为乐器，而不知其声音及鼓之之法，购国人能识其音而鼓之者厚赏。时第二相王山岳，存其本样，颇改易其法，制而造之，兼制一百余曲以奏之。于是玄鶴来舞，遂名‘玄鹤琴’，后但云‘玄琴’。”
玄琴的琴框和地板均使用栗木制作，面板为桐木，外形如同七弦琴。不同的是，玄琴只有六根弦，且有十六个固定不动的品柱，左手按弦，右手用小木匙进行演奏。玄琴的音色低沉阳刚，演奏者一般都是男性。它不仅可以作为散调的独奏乐器，同时也可以参与宫廷雅乐乐队进行表演，代表人物有金景南等。

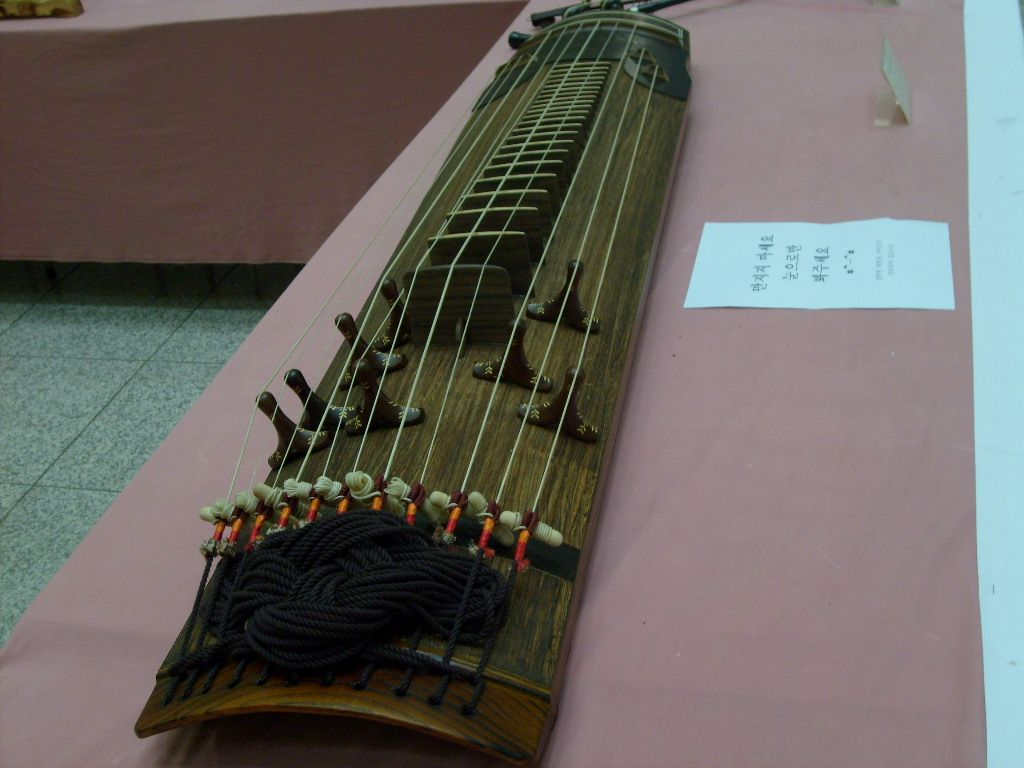
玄琴

## 外部連結
- 伽耶琴
- 大琴
- 日本的百濟琴
- 朝鲜传统音乐